# 姶良インターチェンジ
姶良インターチェンジ（あいらインターチェンジ）は、鹿児島県姶良市平松にある、九州自動車道のインターチェンジである。

## 概要
姶良市の南端に位置する。旧姶良町では唯一のインターチェンジであり、また旧蒲生町の最寄りICでもある。市内には他に桜島スマートICが設置されており（2021年に両方向の利用が可能となった）、市の中心部へはこちらの方が利便性が高い。

## 道路
- E3 九州自動車道（26番）

## 歴史
- 1973年（昭和48年）12月：加治木IC - 薩摩吉田IC間開通に伴い供用開始[1]。

## 接続する道路
- 鹿児島県道57号麓重富停車場線

## 料金所
- ブース数：4

### 入口
- ブース数：2
  - ETC専用：1
  - ETC/一般：1

### 出口
- ブース数：2
  - ETC専用：1
  - 一般：1

鹿児島IC方面からの流出ランプと門司IC方面への流入ランプが平面交差するため、インターチェンジ内に交差点がある。T型に分類され、同種の他のインターチェンジでは信号機が設置されている場合があるが、当インターチェンジには設置されていない。流出ランプが優先路となっており、流入ランプは一時停止になっている。

## 周辺
- 佐川急便鹿児島東営業所
- ゴールデンパームゴルフクラブ
- 鹿児島市立吉田小学校
- 鹿児島市立吉田北中学校
- ヤマト運輸姶良営業所[2]
- JR日豊本線重富駅、姶良駅
- 国道10号

## 隣
E3 九州自動車道
(25-1)加治木JCT（(25)加治木IC） - (25-2)桜島SA/スマートIC - (26)姶良IC - (27)薩摩吉田IC